# DPM2
DPM2‏ (Dolichyl-phosphate mannosyltransferase subunit 2, regulatory) هوَ بروتين يُشَفر بواسطة جين DPM2 في الإنسان.